# Riccardia pinnatifida
Riccardia pinnatifida là một loài rêu trong họ Aneuraceae. Loài này được F. Weber Carruth. mô tả khoa học đầu tiên năm 1865.